# Gamma Piscis Austrini
Désignations
Gamma Piscis Austrini (γ Piscis Austrini / γ PsA) est une étoile binaire de la constellation du Poisson austral. Elle est visible à l’œil nu avec une magnitude apparente combinée de +4,45. En date de 2010, les deux étoiles étaient distantes de 4 secondes d'arc et étaient positionnées selon un angle de 255°. Le système présente une parallaxe annuelle de 15,14 mas mesurée par le satellite Hipparcos, ce qui signifie qu'il est distant de ∼ 215 a.l. (∼ 65,9 pc) de la Terre. Il s'éloigne du Soleil à une vitesse radiale de +16,5 km/s.
L'étoile primaire, désignée γ Piscis Austrini A, et qui brille d'une magnitude de 4,59, est une étoile blanche de la séquence principale de type spectral A0 Vp(SrCrEu). La notation complexe « p(SrCrEu) » après sa classe de luminosité V indique qu'il s'agit d'une étoile chimiquement particulière de type Ap. C'est un type d'étoiles dont le spectre montre une surabondance dans certains éléments, en l'occurrence le strontium, le chrome, et l'europium. Son âge est estimée à 244 millions d'années et elle est 2,63 fois plus massive que le Soleil. Sa température de surface est de 10 776 K et elle tourne sur elle-même assez lentement pour une étoile de type A, à une vitesse de rotation projetée de 47 km/s.
Son compagnon, γ Piscis Austrini B est nettement moins brillant avec sa magnitude apparente de 8,20. C'est une naine jaune-blanche de type spectral F5V.

## Nom
En astronomie chinoise, γ Piscis Austrini est connue sous le nom de 敗臼三 (Bài Jiù sān), c'est-à-dire la « Troisième étoile du Mortier en décomposition ». Elle fait partie de l'astérisme du Mortier en décomposition (en chinois 敗臼, Bài Jiù), qui comprend outre γ Piscis Austrini, γ Gruis, λ Gruis et 19 Piscis Austrini.